# Emily Schultz
Pour les articles homonymes, voir Schultz.
Emily Schultz, née en 1974 à Toronto, en Ontario, est une auteure de romans, de nouvelles, de poésie et d'essais. Elle vit à Brooklyn, aux États-Unis.

## Biographie
Emily Schultz fait des études de littérature anglaise à l'Université de Windsor, en Ontario.
En 2008, elle cofonde avec Brian J. Davis le magazine littéraire Joyland qui a pour but de présenter des voix qui se démarquent sur le plan littéraire. Elle publie de nombreux textes dans les magazines Elle, Bustle, The Walrus, Black Warrior Review, The Fanzine, At Length, Animal, and Prairie Schooner. Elle est l'animatrice du balado Truth and Fiction.
Elle est professeure de littérature à l'Université de Toronto.
En 2005, Emily Schultz publie une biographie du cinéaste Michael Moore. La même année, elle fait paraître un recueil de poésie intitulé Songs for the Dancing Chicken.
Elle publie le roman Joyland, en 2006, roman pour lequel elle atteindra de nombreuses ventes sur le web en 2013 en raison d'une erreur de la part des acheteurs qui pensaient alors se procurer le dernier livre de Stephen King qui avait le même titre,. L'auteure en a donc profité pour créer le blogue Spending the Stephen King Money qui raconte les détails entourant ce malentendu.
En 2009, elle publie son second roman, Heaven is small, une satire que lui a inspiré son travail de réviseuse pour Harlequin.
Son roman The Blondes, traduit en français aux éditions Alto en 2014, raconte l'histoire d'Hezel, enceinte de son directeur de thèse. Ne souhaitant pas garder le bébé, elle voudrait avorter, mais survient une pandémie dans laquelle seules les blondes sont victimes d'un virus, pandémie qui l'empêche de procéder à l'avortement. Les blondes deviennent des tueuses en série et la protagoniste tente donc d'échapper à ces criminelles. Emily Schultz a également adapté ce roman en balado. Elle a travaillé à la scénarisation de son roman pour la chaîne de télévision AMC.
Son roman Men walking on water sorti en 2017 campe une série de personnages dans le Détroit de 1927 : un groupe de contrebandiers, une jeune mère qui devient criminelle, un prédicateur pentecôtiste qui utilise son église pour financer son opération de contrebande et une femme canadienne-française à la tête d'un bordel appartenant à des gangsters.

## Œuvres

### Romans
- Heaven is small, Toronto, House of Anansi Press, 2009, 250 p.  (ISBN 9780887842238)
- Joyland, Toronto, ECW Press, 2011, 295 p. (ISBN 9781770410336)
- The blondes, Toronto, Doubleday Canada, 2012, 386 p.  (ISBN 9780385671057)
  - Les blondes, Québec, Éditions Alto, 2014, 501 p.  (ISBN 9782896941254)
- Men walking on water, Toronto, Knopf Canada, 2017, 551 p.  (ISBN 9780345811011)
- Little threats, New York, G. P. Putnam's and sons, 2020, 366 p.  (ISBN 9780593086995)

### Nouvelles
- Black coffee night, Toronto, Insomniac Press, 2002, 157 p.  (ISBN 1894663268)

### Poésie
- Songs for the Dancing Chicken, Toronto, ECW Press, 2005, 132 p. (ISBN 9781550227697)

### Essais
- Michael Moore, a biography, Toronto, ECW Press, 2005, 245 p.  (ISBN 9781550226997)
  - Michael Moore: une biographie, traduit de l'anglais par Claude Dallaire, Montréal, Bayard Canada, 278 p. (ISBN 978-2-89579-088-4)
- How Xena changed my life, Toronto, ECW Press,  (ISBN 9781554905003)

### Collaborations
- Much Master T, collaboration avec Tony Young et Dalton Higgins, Toronto, ECW Press, (ISBN 9781554905416)
- Outskirts : women writing from small places, Toronto, Sumach Press, 2002, 151 p. (ISBN 1894549139)

## Prix et honneurs
- 2009 : Nommée au Trillium Book Award pour Songs for the Dancing Chicken[3]
- 2009 : Nommée au Trillium Book Award pour Heaven is small[3]
- 2015 : Best book of 2015 par NPR[13]
- 2015 : Best popular fiction of 2015 par Kirkus[14]

### articles connexes
- Éditions Alto
- Michael Moore
- Stephen King